# Toro (Nigéria)
Toro é uma Área de governo local de Bauchi, Nigéria. Sua sede fica na cidade de Toro.
Possui uma área de 6.932 m² e uma população de 350.404 no censo de 2006.
O código postal da área é 740.
A língua zeem é falada em Toro.